# ご近所物語
『ご近所物語』（ごきんじょものがたり）は、矢沢あいによる日本の漫画作品。また、同作品を原作としたテレビアニメである。

## 概要
『りぼん』（集英社）にて1995年2月号 - 1997年10月号にかけて連載された。コミックスは全7巻、完全版は全4巻。
中川ケンを始め、番外編に登場する家庭教師・瀧川秀一、フリマでのお客・翠&晃など、所々『天使なんかじゃない』とリンクしている。時には『SLAM DUNK』のネタも出ている（サブタイトルは少しもじってある）。
番外編は「ご近所裏物語」、「ご近所裏物語2」、「カラフル」「ご近所物語復活編」である。
続編は『Paradise Kiss』。「ご近所物語復活編」の数年後の話として、子供たちが中心になる。

## ストーリー
幸田実果子は、矢澤芸術学院（通称ヤザガク）の服飾デザイン科に通う高校1年生。夢はデザイナーになって自分のブランドの店を持つことで、夢の実現のために頑張っている。同じマンションのお隣さん山口ツトムとの恋愛や、彼女を取り巻く友人・知人たちの人間模様・恋模様を描く。

## キャラクター
幸田実果子（こうだ みかこ）声 - 宍戸留美
本作の主人公。ヤザガクに通う元気な高校生。髪の色は茶→金→ピンクと染め直している。服のデザインにかけては才能抜群で、オリジナル・デザイナーを目指して頑張っている。その熱心さは校内でも有名。中学時代は校則を無視した制服の着こなしや髪型が原因でいじめに遭い、一時期不登校だった。ツトムとは幼なじみだったが、在学中に交際を始める。ヤザガクに在学中、文化祭のファッションショーでグランプリをとり、その後ロンドンに留学。デザイナーとなる。料理が得意。
山口ツトム（やまぐち ツトム）声 - 山口勝平
実果子の幼なじみで、同じマンションの隣人。『天使なんかじゃない』に登場していた人気アーティスト・中川ケンにそっくりのサル顔。変なオブジェを作るのが趣味。実果子の父である櫻田広彦の影響でカメラに興味を持ち、プロのカメラマンになる。
田代勇介（たしろ ゆうすけ）声 - 森川智之
ツトムの友達。長髪。バイクに乗っている。一時期実果子が気になっていたが、その後茉莉子と付き合う。茉莉子と破局後、歩と付き合うようになる。特技は絵描き。口は悪いが、根は優しい。高1まで彼女がいた事がなかった。
中須茉莉子（なかす まりこ）声 - 冬馬由美
別名・ナイスバディ子。ヤザガクでは実果子たちの先輩にあたる。ミス・ヤザガクに選ばれる美人で、スタイル抜群。故郷の幼なじみ（修）にずっと片想いしていたが、失恋を慰めてくれた勇介に惚れ交際を始める。ヤザガク退学を機に勇介と別れ、エステサロンに就職。最終的には修と結婚、エステサロンのオーナーとなる。
太田麻衣（おおた まい）声 - 山崎和佳奈
実果子の友達。あだ名はピィちゃん（名付け親はリサ）。ぬいぐるみ作りが得意で、代表作は「プチ・フランソワ」「クマのプー作」など。普段はウサギのぬいぐるみ「プチ・フランソワ」を抱いている。白タイツの似合う人が好みのタイプで、如月に恋をしたこともある。
神崎リサ（かんざき リサ）声 - 新山志保
実果子の友達であり、よき理解者。スレンダーな赤い髪の美女。子供服のデザイナーを目指している。14歳の頃からの恋人・武史を追って北海道から上京し、同棲する。在学中に妊娠し一児をもうけた。
西野ジロー（にしの ジロー）声 - 津久井教生
ツトムの友達。紫色のリーゼントにサングラスの格好で関西弁を話す。左利き。貧乏性で、普段はアルバイトで忙しくしている。コンピュータでゲームを作るのが得意。実は端整らしい。
及川歩（おいかわ あゆみ）声 - 皆口裕子
ツトムの友達で、実果子達のサークル「アキンド」に仲間入りする。美人で気のつくタイプだが本人に自覚は無くシャイ。茉莉子と付き合う勇介へ想いを寄せつつ、茉莉子と勇介の仲に度々世話を焼いてしまう。茉莉子と勇介が破局後、勇介と交際を始める。
作者によると「少女漫画らしいキャラ」で、読者からの人気も高かった。
中須新太郎（なかす しんたろう）声 - 米本千珠
茉莉子より2学年下の弟。ドレッドロックス。ハニワ作りが得意。浮かれた性格だが姉のことは気にかけている。
幸田留里子（こうだ るりこ）声 - 川浪葉子
実果子の母親。人気少女漫画家。大胆な外巻きが特徴。櫻田広彦と離婚後、実果子と二人で暮らしていた。櫻田広彦と再会を経て、ヨリを戻す。
徳森浩昭（とくもり ひろあき）声 - 田中秀幸
通称・徳ちゃん。同じマンションに住む実果子とツトムの兄貴的存在。バーのオーナー。
陶波法司（すなみ のりじ）声 - 青野武
実果子とツトムが住むマンションの管理人。留里子に憧れている。ジローが作ったコンピューターゲームに出てくるノリジーのモデル。強面だが、根はいい人。
櫻田広彦（さくらだ ひろひこ）声 - 屋良有作
実果子の父親であり、幸田留里子の元夫。離婚後は外国でカメラマンとして活動する。留里子に再プロポーズし、ヨリを戻す。
如月星次（きさらぎ せいじ）
終盤から登場する、留里子のアシスタント。美形で実果子とツトムからはキラキラ星人とたとえられた。ヤザガクの服飾科出身で、現在はヘアメイクの勉強中。実果子と同時期にロンドンへ。「復活編」では実果子の妹・実和子に一方的に惚れられていた。
浜田（はまだ）声 - 萩森侚子
ヤザガクの美人教師。厳しいが、縫製作業を「仕事」と呼ぶスタンスは実果子たちの憧れ。

## 既刊一覧

### 単行本
- 矢沢あい 『ご近所物語』 集英社〈りぼんマスコットコミックス〉、全7巻
  1. 1995年10月18日発行、ISBN 978-4-08-853820-4
  2. 1996年3月20日発行、ISBN 978-4-08-853845-7
  3. 1996年8月13日発行、ISBN 978-4-08-853872-3
  4. 1997年1月19日発行、ISBN 978-4-08-853896-9
  5. 1997年7月20日発行、ISBN 978-4-08-856027-4
  6. 1997年11月19日発行、ISBN 978-4-08-856046-5
  7. 1998年4月20日発行、ISBN 978-4-08-856073-1

### 完全版
- 矢沢あい 『ご近所物語』 集英社 四六判変型単行本、全4巻
  1. 2005年9月16日発売、ISBN 4-08-782136-6
  2. 2005年10月20日発売、ISBN 4-08-782137-4
  3. 2005年11月18日発売、ISBN 4-08-782138-2
  4. 2005年12月20日発売、ISBN 4-08-782139-0

### 文庫版
- 矢沢あい 『ご近所物語』 集英社〈集英社文庫（コミック版）〉、全5巻
  1. 2011年5月18日発売、ISBN 4-08-619243-8
  2. 2011年5月18日発売、ISBN 4-08-619244-6
  3. 2011年6月17日発売、ISBN 4-08-619245-4
  4. 2011年6月17日発売、ISBN 4-08-619246-2
  5. 2011年7月15日発売、ISBN 4-08-619247-0

### イラスト集
- 矢沢あい 『ご近所物語 イラスト集』 集英社〈集英社ガールズコミックス〉、全1巻
  - WELCOME TO THE GOKINJO WORLD 1997年8月発売、ISBN 4-08-855096-X

## テレビアニメ
朝日放送発テレビ朝日系全国ネットで、1995年9月10日から1996年9月1日までの毎週日曜8時30分から9時00分に放送された。
最終回が東映動画の完パケにおける最後のOAフィルム作品となった。また、一部の場面ではMAC処理による画面効果などの演出が使われている。
テレビ放送時点で原作が完結していなかった為、後半は茉莉子がヤザガクを退学せずインテリア・デザインの道を歩みだす等、アニメオリジナルの設定が存在する。
1996年3月2日に劇場版が公開された。後にVHS版がリリースされたが、現在は廃盤となっている。DVD版・Blu-ray版はリリースされていない。

### スタッフ
- プロデューサー - 藤田高一郎（朝日放送）、亀山泰夫、堀内孝（ASATSU）、関弘美（東映動画）
- 原作 - 矢沢あい（集英社・月刊『りぼん』連載）
- シリーズ構成 - 松井亜弥
- 音楽 - 川崎真弘
- 製作担当 - 風間厚徳
- 美術デザイン - 行信三、ゆきゆきえ
- 色彩設計 - 辻田邦夫
- キャラクターデザイン - 馬越嘉彦
- コスチュームデザイン - 川村敏江
- シリーズディレクター - 梅澤淳稔
- 色指定 - 衣笠一雄、森田博
- 特殊効果 - 中島正之、ラリー・バスカグ、ラリー・ブラヒノ
- 撮影 - 三晃プロダクション、EEI-TOEI、トランス・アーツ
- 編集 - 花井正明
- 録音 - 川崎公敬
- 音響効果 - 石野貴久（E&M）
- 選曲 - 茅原万起子（スワラ・プロ）
- 記録 - 伊藤好子
- 演出助手 - 岩井隆央、祖谷悟、清水潔一、立仙裕俊、田中浩司、志村錠児、金子伸吾、渡辺正彦
- 製作進行 - 川西泰三、柳義明、鈴木康一、浅田信二
- 美術進行 - 田村晴夫→北山礼子
- 仕上進行 - 森田哲庸
- 録音スタジオ - タバック
- 現像 - 東映化学
- 制作 - 朝日放送、ASATSU、東映

### 主題歌
オープニングテーマ「ヒ・ロ・イ・ン」
作詞 - 柚木美祐 / 作曲 - 松原みき / 編曲 - タダミツヒロ / 歌 - 宍戸留美
エンディングテーマ
「DON'T YOU KNOW?」（第1〜28話）
作詞 - 柚木美祐 / 作曲 - 松原みき / 編曲 - タダミツヒロ / 歌 - 宍戸留美
「NG!」（第29〜50話）
作詞 - 柚木美祐 / 作曲・編曲 - 山中紀昌 / 歌 - 宍戸留美

### ネット局
テレビ朝日系列フルネット局の出典は1995年9月中旬 - 10月上旬時点。
| 放送対象地域  | 放送局           | 系列                                         | ネット形態 | 備考               |
| ------------- | ---------------- | -------------------------------------------- | ---------- | ------------------ |
| 近畿広域圏    | 朝日放送         | テレビ朝日系列                               | 制作局     |                    |
| 関東広域圏    | テレビ朝日       | テレビ朝日系列                               | 同時ネット |                    |
| 北海道        | 北海道テレビ     | テレビ朝日系列                               | 同時ネット |                    |
| 青森県        | 青森朝日放送     | テレビ朝日系列                               | 同時ネット |                    |
| 宮城県        | 東日本放送       | テレビ朝日系列                               | 同時ネット |                    |
| 秋田県        | 秋田朝日放送     | テレビ朝日系列                               | 同時ネット |                    |
| 山形県        | 山形テレビ       | テレビ朝日系列                               | 同時ネット |                    |
| 福島県        | 福島放送         | テレビ朝日系列                               | 同時ネット |                    |
| 新潟県        | 新潟テレビ21     | テレビ朝日系列                               | 同時ネット |                    |
| 長野県        | 長野朝日放送     | テレビ朝日系列                               | 同時ネット |                    |
| 静岡県        | 静岡朝日テレビ   | テレビ朝日系列                               | 同時ネット |                    |
| 石川県        | 北陸朝日放送     | テレビ朝日系列                               | 同時ネット |                    |
| 中京広域圏    | 名古屋テレビ     | テレビ朝日系列                               | 同時ネット |                    |
| 島根県 鳥取県 | 山陰放送         | TBS系列                                      | 遅れネット |                    |
| 広島県        | 広島ホームテレビ | テレビ朝日系列                               | 同時ネット |                    |
| 山口県        | 山口朝日放送     | テレビ朝日系列                               | 同時ネット |                    |
| 香川県 岡山県 | 瀬戸内海放送     | テレビ朝日系列                               | 同時ネット |                    |
| 愛媛県        | 愛媛朝日テレビ   | テレビ朝日系列                               | 同時ネット |                    |
| 福岡県        | 九州朝日放送     | テレビ朝日系列                               | 同時ネット |                    |
| 長崎県        | 長崎文化放送     | テレビ朝日系列                               | 同時ネット |                    |
| 熊本県        | 熊本朝日放送     | テレビ朝日系列                               | 同時ネット |                    |
| 大分県        | 大分朝日放送     | テレビ朝日系列                               | 同時ネット |                    |
| 宮崎県        | テレビ宮崎       | フジテレビ系列 日本テレビ系列 テレビ朝日系列 | 遅れネット |                    |
| 鹿児島県      | 鹿児島放送       | テレビ朝日系列                               | 同時ネット |                    |
| 沖縄県        | 琉球朝日放送     | テレビ朝日系列                               | 同時ネット | 1995年10月開局から |

なお、前述で提示した出典では、IBC岩手放送（岩手県、TBS系列）でも日曜 11:00 - 11:30の同日時差ネットと記載されているが、これは誤りである（実際は毎日放送制作の『マクロス7』を同時ネット）。

### 各話リスト
| 話数 | サブタイトル           | 脚本     | 演出     | 作画監督         | 美術     | 放送日         |
| ---- | ---------------------- | -------- | -------- | ---------------- | -------- | -------------- |
| 1    | 気になるアイツ!        | 松井亜弥 | 梅澤淳稔 | 馬越嘉彦         | 下川忠海 | 1995年 9月10日 |
| 2    | 幼なじみってやつ!      | 松井亜弥 | 山田徹   | 青山充           | 井出智子 | 9月17日        |
| 3    | ナイスなバディ子!!     | 影山由美 | 岡佳広   | 河野宏之         | 塩崎広光 | 9月24日        |
| 4    | ハマった方の負け!      | 影山由美 | 矢部秋則 | 川村敏江         | 石渡俊和 | 10月1日        |
| 5    | 燃えるパツキン女!      | 吉村元希 | 山吉康夫 | なかじまちゅうじ | 下川忠海 | 10月8日        |
| 6    | サークルしようぜ!      | 松井亜弥 | 立場良   | 伊藤智子         | 井出智子 | 10月15日       |
| 7    | ツトムかアキンドか     | 松井亜弥 | 山田徹   | 馬越嘉彦         | 塩崎広光 | 10月22日       |
| 8    | フリーマーケット!      | 松井亜弥 | 梅澤淳稔 | 青山充           | 石渡俊和 | 10月29日       |
| 9    | 罪深きママの恋人!      | 影山由美 | 岡佳広   | 河野宏之         | 下川忠海 | 11月12日       |
| 10   | 恋のおもわくリレー     | 影山由美 | 設楽博   | 川村敏江         | 井出智子 | 11月19日       |
| 11   | Wデートって本気[マジ]? | 吉村元希 | 矢部秋則 | なかじまちゅうじ | 石渡俊和 | 11月26日       |
| 12   | フラれたツトム!        | 影山由美 | 立場良   | 伊藤智子         | 塩崎広光 | 12月3日        |
| 13   | バイクに関する誤解     | 吉村元希 | 山吉康夫 | 馬越嘉彦         | 下川忠海 | 12月10日       |
| 14   | ピイちゃんパニック     | 影山由美 | 山田徹   | 加々美高浩       | 井出智子 | 12月17日       |
| 15   | サンタへの贈りもの     | 松井亜弥 | 岡佳広   | 青山充           | 石渡俊和 | 12月24日       |
| 16   | 恋愛祈願!初もうで      | 吉村元希 | 梅澤淳稔 | 河野宏之         | 下川忠海 | 1996年 1月7日  |
| 17   | バディ子と新太郎!!     | 影山由美 | 矢部秋則 | 川村敏江         | 井出智子 | 1月14日        |
| 18   | 友情か?恋愛か?         | 影山由美 | 山吉康夫 | なかじまちゅうじ | 石渡俊和 | 1月21日        |
| 19   | 発覚!リサの彼氏!       | 松井亜弥 | 立場良   | 伊藤智子         | 下川忠海 | 1月28日        |
| 20   | フリマで恋のお勉強     | 松井亜弥 | 山田徹   | 青山充           | 井出智子 | 2月4日         |
| 21   | 素直になれたら…        | 吉村元希 | 岡佳広   | 加々美高浩       | 石渡俊和 | 2月11日        |
| 22   | 及川歩って何者?!       | 吉村元希 | 梅澤淳稔 | 河野宏之         | 塩崎広光 | 2月18日        |
| 23   | 舞い降りた天使!        | 吉村元希 | 矢部秋則 | なかじまちゅうじ | 井出智子 | 2月25日        |
| 24   | 大人になっちゃった     | 影山由美 | 設楽博   | 川村敏江         | 石渡俊和 | 3月3日         |
| 25   | 二人に関する妄想       | 吉村元希 | 立場良   | 伊藤智子         | 下川忠海 | 3月10日        |
| 26   | 温泉でメラメラ!        | 影山由美 | 山吉康夫 | 青山充           | 井出智子 | 3月17日        |
| 27   | バディ子のイライラ     | 影山由美 | 山田徹   | 加々美高浩       | 石渡俊和 | 3月24日        |
| 28   | フキゲンの理由は?      | 影山由美 | 梅澤淳稔 | 河野宏之         | 下川忠海 | 3月31日        |
| 29   | フリマ・アゲイン!      | 影山由美 | 岡佳広   | なかじまちゅうじ | 井出智子 | 4月7日         |
| 30   | 恋も夢も一歩ずつ!      | 影山由美 | 矢部秋則 | 川村敏江         | 石渡俊和 | 4月14日        |
| 31   | ドキッ!師匠再び…       | 吉村元希 | 立場良   | 伊藤智子         | 下川忠海 | 4月21日        |
| 32   | 心をつなぐロボット     | 吉村元希 | 山吉康夫 | 青山充           | 井出智子 | 4月28日        |
| 33   | 軽い女に惚れたヤツ     | 松井亜弥 | 梅澤淳稔 | 馬越嘉彦         | 石渡俊和 | 5月5日         |
| 34   | 一夜の天使…リサ!       | 影山由美 | 岡佳広   | なかじまちゅうじ | 下川忠海 | 5月12日        |
| 35   | せつない想い・歩!      | 影山由美 | 矢部秋則 | 河野宏之         | 井出智子 | 5月19日        |
| 36   | バディ子のゆううつ     | 吉村元希 | 立場良   | 伊藤智子         | 石渡俊和 | 5月26日        |
| 37   | まだ帰りたくない…      | 吉村元希 | 山吉康夫 | 川村敏江         | 下川忠海 | 6月2日         |
| 38   | ハンパじゃない16才     | 松井亜弥 | 設楽博   | 青山充           | 井出智子 | 6月9日         |
| 39   | 一番ほしいものは…      | 影山由美 | 梅澤淳稔 | 馬越嘉彦         | 石渡俊和 | 6月16日        |
| 40   | 写真のないアルバム     | 影山由美 | 矢部秋則 | なかじまちゅうじ | 下川忠海 | 6月23日        |
| 41   | パパへのメッセージ     | 影山由美 | 岡佳広   | 河野宏之         | 井出智子 | 6月30日        |
| 42   | パパの青い空           | 影山由美 | 立場良   | 伊藤智子         | 石渡俊和 | 7月7日         |
| 43   | ママ、どうして…?       | 吉村元希 | 山吉康夫 | 青山充           | 下川忠海 | 7月14日        |
| 44   | 嵐のまえぶれ           | 影山由美 | 梅澤淳稔 | 川村敏江         | 井出智子 | 7月21日        |
| 45   | 嘘をつくのは…ヘタ      | 松井亜弥 | 矢部秋則 | なかじまちゅうじ | 石渡俊和 | 7月28日        |
| 46   | 愛してるなんて…        | 影山由美 | 岡佳広   | 馬越嘉彦         | 下川忠海 | 8月4日         |
| 47   | ママ!…                 | 影山由美 | 立場良   | 伊藤智子         | 井出智子 | 8月11日        |
| 48   | “愛”ってやつ…          | 影山由美 | 山吉康夫 | 青山充           | 石渡俊和 | 8月18日        |
| 49   | 二度めのプロポーズ     | 松井亜弥 | 梅澤淳稔 | 川村敏江         | 下川忠海 | 8月25日        |
| 50   | ありがとう、みんな     | 吉村元希 | 矢部秋則 | 河野宏之         | 井出智子 | 9月1日         |

### VHS・DVD・Blu-ray
VHS(現在は廃盤)
- 1997年8月8日発売。
- 発売元：東映株式会社
- 販売元：東映ビデオ株式会社

DVD
- 2005年9月28日発売。
- 発売元：東映アニメーション、スーパー・ビジョン(ADK子会社）
- 販売元：ユニバーサルミュージック、ビクターエンタテインメント

Blu-ray
- 2021年現在、リリースされていない。

## 関連作品
- Paradise Kiss - 本作の続編的作品。実果子の妹や、リサの息子らが登場する。